# Егор Холмогоров
Егор Станиславович Холмогоров (на руски: Егор Станиславович Холмогоров) е публицист, политически деец, руски националист. Главен редактор на сайтовете „Русский Обозреватель“ и „Новые Хроники“.

## Биография
Егор Холмогоров е роден на 15 април 1975 година в град Москва. През 1992 година завършва хуманитарна паралелка в московското общообразователно училище № 57. Следва в Историческия факултет на Московския държавен университет (1992 – 1993), както и в Руския православен университет.